# Patricia Herrera
Patricia Herrera (Coslada, 9 de febrero  de 1993) es una jugadora española de waterpolo. Es campeona de Europa con la selección española en categoría absoluta y campeona del mundo en categoría junior y absoluta.

## Trayectoria
Internacional absoluta con la selección española desde el año 2012, con la que ha obtenido la medalla de oro en el  Campeonato del Mundo de Barcelona 2013 y la medalla de oro en el Campeonato de Europa de Budapest 2014. Con la selección sub-20, se proclamó a su vez campeona del mundo en el Campeonato del Mundo Júnior de Trieste 2011 y subcampeona del mundo en el Campeonato del Mundo Júnior de Volos 2013.
Comenzó nadando en el A.R. Concepción y la convencieron para probar el waterpolo. En la temporada 2007/208 ficha por el Club Natación Moscardó. Inició su faceta de entrenadora en el Real Canoe seguido del CDN Boadilla.

## Clubes
- A.R Concepción (2004-2007)

- Club Natación Moscardo (2007-2017)
- Club Waterpolo Elche (2017-2018)
- Real Canoe N.C (2017-2020) - Entrenadora
- CDN Boadilla (2020-2022) - Entrenadora

## Palmarés

### Selección española absoluta
- 5ª en los Campeonato de Europa de Eindhoven 2012
- Medalla de oro en el Campeonato del Mundo de Barcelona 2013
- 5ª en la Super Final de la Liga Mundial de Pekín 2013
- 5ª en la Super Final de la Liga Mundial de Kunshan 2014
- Medalla de oro en el Campeonato de Europa de Budapest 2014
- Medalla de bronce en la Copa Mundial de Waterpolo FINA 2014
- 7ª en el Campeonato del Mundo de Kazán 2015
- 4ª en los Campeonato de Europa de Belgrado 2016
- 5ª en los Juegos Olímpicos de Río de Janeiro 2016

### Selección española Júnior
- Medalla de plata en el Campeonato del Mundo Júnior en Volos 2013
- 5ª en el Campeonato de Europa Júnior en Cheliábinsk 2012
- Medalla de oro en el Campeonato del Mundo Júnior en Trieste 2011
- Medalla de plata en el Campeonato de Europa Júnior en Dniprodzerzhynsk 2010
- 8ª en el Campeonato del Mundo Júnior en Kanthy-Mansiysk 2009
- 5ª en el Campeonato de Europa Júnior en Gyor 2008

## Premios,reconocimientos y distinciones
- Medalla de Bronce de la Real Orden del Mérito Deportivo, otorgada por el Consejo Superior de Deportes (2014)

- Datos: Q16616983